# Tim Erfen
Tim Erfen (Mönchengladbach, 1982. október 22. –) német labdarúgó, az alacsonyabb osztályú SV Fortuna Regensburg középpályása. 2012 és 2013 közt a másodosztályú SSV Jahn Regensburgban játszott.
A Wuppertaler SV Borussia csapatában a 2008–09-es harmadosztály 6. fordulójában, a 4–2-es SV Wacker Burghausen elleni hazai vereség alkalmával mutatkozott be.